# Crocus minimus
Lo zafferano minore (Crocus minimus Redouté, 1804) è una pianta erbacea perenne, geofita bulbosa, appartenente alla famiglia delle Iridacee.
È una specie endemica della Sardegna e della Corsica ed è indicatrice della presenza di suoli umidi.

## Descrizione

### Portamento
La pianta può raggiungere un'altezza compresa tra i 10 ed i 25 centimetri. Lo sviluppo si compie nel periodo tra l'autunno e l'inverno oppure tra l'inverno e la primavera.

### Foglie
Le foglie sono basali e lunghe tra i 10 ed i 25 centimetri, larghe 1-1,5 millimetri, lineari e con una nervatura centrale. Vengono emesse da 3 a 7 foglie che si presentano erette prima della fioritura, per poi incurvarsi con l'invecchiamento.

### Fiori
I fiori, generalmente uno o due, sono ermafroditi con 6 tepali di colore viola chiaro, lunghi tra 1,2 e 3,5 centimetri e larghi tra 7 e 12 millimetri. Quelli esterni si presentano lievemente più grandi. Gli stami sono 6 con le antere di colore giallo. La fioritura avviene nel periodo compreso tra dicembre ed aprile. Produce un frutto capsulare delle dimensioni di 5 o 12 millimetri entro il quale si trovano i numerosi semi che sono piccoli e di diametro compreso tra 1,5 e 2 millimetri.

### Radici
L'apparato radicale è costituito da un bulbo oblungo delle dimensioni di 3-12 millimetri di diametro, ricoperto da tuniche di colore dorato o scuro.

## Distribuzione e habitat
È diffusa nelle zone meridionali della Corsica, in Sardegna e sull'isola di Capri.
Il suo habitat naturale è rappresentato dai prati, preferibilmente in terreni silicei. Vegeta a quote comprese tra 0 e 1.800 metri.